# William Ward, II conte di Dudley
William Humble Ward, II conte di Dudley (Londra, 25 maggio 1867 – Londra, 29 giugno 1932), è stato un politico britannico. È stato Lord Luogotenente d'Irlanda e quarto Governatore Generale dell'Australia.

## Biografia
Ward studiò a Eton e all'età di 17 anni, dopo la morte del padre, ereditò l'enorme fortuna paterna compreso il titolo di conte di Dudley. Allo scoppio della seconda guerra boera, prese servizio come vice aiutante generale nel Imperial Yeomanry. Entrò a far parte del circolo sociale dell'allora Principe di Galles Edoardo e futuro Re Edoardo VII. Ward si iscrisse nel partito Conservatore e nel 1895 entrò nel governo di Lord Salisbury.
Nel 1902 il William Ward venne nominato Lord luogotenente d'Irlanda, dove si mise in luce per le sue stravaganze ma anche per la sua abilità amministrativa. Nel 1905 i Liberali vinsero le elezioni e il conservatore Ward, conformemente allo spoils system britannico, si aspettò di venir estromesso da ogni incarico ma Re Edoardo VII fece pressione sul Primo Ministro, Henry Campbell-Bannerman, affinché venisse affidata a Ward la carica di Governatore Generale dell'Australia.
Ward giunse a Sydney nel settembre del 1908 e venne ben presto criticato per la pomposità dei cerimoniali e per le sue stravaganze non gradite alla maggioranza della popolazione australiana. Venne attaccato soprattutto dai laburisti e dalla stampa radicale rappresentata dal giornale The Bulletin. La situazione si aggravò quando il governo laburista disapprovò apertamente la condotta del nuovo governatore.
Il Conte Dudley si trovò inoltre ad affrontare una controversia politica. Il Governo laburista voleva fondare una marina australiana indipendente, mentre l'opposizione guidata dal partito liberale del Commonwealth si batteva per lo stanziamento di fondi per la costruzione di nuove imbarcazioni per la marina militare britannica con una campagna politica che passerà alla storia come campagna di Dreadnought. Il Governatore, che si considerava come il rappresentante in Australia degli interessi britannici, appoggiò esplicitamente l'opposizione, entrando indebitamente nell'arena politica e creando un clima sfavorevole con il governo Fisher.
Nel 1909 il governo Fisher venne sfiduciato e Dudley rifiutò la richiesta del premier di indire nuove elezioni. Il ritorno al governo dei liberali di Alfred Deakin, risolse temporaneamente i problemi di Ward, il quale ormai aveva acquisito la fama di anti-laburista che lo rese impopolare presso la metà dell'elettorato.
Nell'aprile del 1910 vi fu la netta vittoria elettorale dei laburisti che conquistano in parlamento la maggioranza assoluta, costringendo il Governatore a conferire all'odiato Fisher l'incarico di formare il nuovo governo. Naturalmente tra Ward  e il governo Fisher calò il gelo, Fisher si infuriò per la pretesa del Governatore di mantenere due costose residenze a Sydney e a Melbourne e di viaggiare per il continente con la consueta pompa e il suo regale yacht.
Nell'ottobre del 1910 il Conte di Dudley riconobbe l'insostenibilità della sua posizione e chiese di essere richiamato. Ward lasciò l'Australia nel luglio del 1911 senza alcuna cerimonia ufficiale. In Inghilterra il Governo Liberale non gli offrì altri incarichi, Ward, dopo aver partecipato alla prima guerra mondiale si ritirò nelle sue proprietà. 
Nel suo ruolo di Lord luogotenente d'Irlanda, Ward viene citato in Wandering Rocks, episodio dell'Ulisse di James Joyce.

## Matrimoni

### Primo Matrimonio
Sposò, il 14 settembre 1891, Rachel Anne Gurney (8 agosto 1868-26 giugno 1920), figlia di Charles Henry Gurney. Ebbero sette figli:
- Lady Gladys Honor Ward (1892-5 dicembre 1961)
- William Ward, III conte di Dudley (20 gennaio 1894-26 dicembre 1969);
- Lady Morvyth Lillian Ward (1896-11 marzo 1959)
- Roderick John Ward (13 aprile 1902-2 ottobre 1952)
- Lady Alexandra Patricia Ward (24 agosto 1904-7 luglio 1964)
- Edward Frederick Ward (20 novembre 1907-1987)
- George Ward, I visconte Ward (20 novembre 1907-15 giugno 1988)

### Secondo Matrimonio
Sposò, il 30 aprile 1924, l'attrice Gertie Millar (21 febbraio 1879-25 aprile 1952), figlia di John Millar. Non ebbero figli.

## Ascendenza
|                                     |                                    |                                               | Genitori                                     |  |  | Nonni |  |  | Bisnonni       |  |  | Trisnonni        |  |
|                                     |                                    |                                               |                                              |  |  |       |  |  | 8. Humble Ward |  |  | 16. William Ward |  |
|                                     |                                    |                                               |                                              |  |  |       |  |  | 8. Humble Ward |  |  | 16. William Ward |  |
|                                     |                                    | 17. Elizabeth Hawkes                          |                                              |  |  |       |  |  | 8. Humble Ward |  |  |                  |  |
| 4. William Ward, X barone Ward      |                                    |                                               |                                              |  |  |       |  |  | 8. Humble Ward |  |  |                  |  |
|                                     |                                    | 9. Susannah Beecroft                          | …                                            |  |  |       |  |  |                |  |  |                  |  |
|                                     |                                    | 9. Susannah Beecroft                          | …                                            |  |  |       |  |  |                |  |  |                  |  |
|                                     |                                    | 9. Susannah Beecroft                          | …                                            |  |  |       |  |  |                |  |  |                  |  |
| 2. William Ward, I conte di Dudley  |                                    | 9. Susannah Beecroft                          |                                              |  |  |       |  |  |                |  |  |                  |  |
|                                     |                                    | 10. William Cooch Pillans                     | …                                            |  |  |       |  |  |                |  |  |                  |  |
|                                     |                                    | 10. William Cooch Pillans                     | …                                            |  |  |       |  |  |                |  |  |                  |  |
|                                     |                                    | 10. William Cooch Pillans                     | …                                            |  |  |       |  |  |                |  |  |                  |  |
| 5. Amelia Pillans                   |                                    | 10. William Cooch Pillans                     |                                              |  |  |       |  |  |                |  |  |                  |  |
|                                     |                                    | 11. Maria Pott                                | …                                            |  |  |       |  |  |                |  |  |                  |  |
|                                     |                                    | 11. Maria Pott                                | …                                            |  |  |       |  |  |                |  |  |                  |  |
|                                     |                                    | 11. Maria Pott                                | …                                            |  |  |       |  |  |                |  |  |                  |  |
| 1. William Ward, II conte di Dudley |                                    | 11. Maria Pott                                |                                              |  |  |       |  |  |                |  |  |                  |  |
|                                     | 12. David Moncreiffe, VI baronetto | 24. Thomas Moncreiffe, V baronetto            |                                              |  |  |       |  |  |                |  |  |                  |  |
|                                     | 12. David Moncreiffe, VI baronetto | 24. Thomas Moncreiffe, V baronetto            |                                              |  |  |       |  |  |                |  |  |                  |  |
|                                     | 12. David Moncreiffe, VI baronetto | 25. Elisabeth Ramsay                          |                                              |  |  |       |  |  |                |  |  |                  |  |
| 6. Thomas Moncreiffe, VII baronetto | 12. David Moncreiffe, VI baronetto |                                               |                                              |  |  |       |  |  |                |  |  |                  |  |
|                                     |                                    | 13. Helen Mackay                              | 26. Æneas Mackay                             |  |  |       |  |  |                |  |  |                  |  |
|                                     |                                    | 13. Helen Mackay                              | 26. Æneas Mackay                             |  |  |       |  |  |                |  |  |                  |  |
|                                     |                                    | 13. Helen Mackay                              | …                                            |  |  |       |  |  |                |  |  |                  |  |
| 3. Georgina Moncreiffe              |                                    | 13. Helen Mackay                              |                                              |  |  |       |  |  |                |  |  |                  |  |
|                                     |                                    | 14. Thomas Hay-Drummond, XI conte di Kinnoull | 28. Robert Hay-Drummond, X conte di Kinnoull |  |  |       |  |  |                |  |  |                  |  |
|                                     |                                    | 14. Thomas Hay-Drummond, XI conte di Kinnoull | 28. Robert Hay-Drummond, X conte di Kinnoull |  |  |       |  |  |                |  |  |                  |  |
|                                     |                                    | 14. Thomas Hay-Drummond, XI conte di Kinnoull | 29. Sara Harley                              |  |  |       |  |  |                |  |  |                  |  |
| 7. Louisa Hay-Drummond              |                                    | 14. Thomas Hay-Drummond, XI conte di Kinnoull |                                              |  |  |       |  |  |                |  |  |                  |  |
|                                     |                                    | 15. Louisa Burton Rowley                      | 30. Charles Rowley, I baronetto              |  |  |       |  |  |                |  |  |                  |  |
|                                     |                                    | 15. Louisa Burton Rowley                      | 30. Charles Rowley, I baronetto              |  |  |       |  |  |                |  |  |                  |  |
|                                     |                                    | 15. Louisa Burton Rowley                      | 31. Elizabeth King                           |  |  |       |  |  |                |  |  |                  |  |
|                                     |                                    | 15. Louisa Burton Rowley                      |                                              |  |  |       |  |  |                |  |  |                  |  |